# Horaninovia ulicina
Horaninovia ulicina är en amarantväxtart som beskrevs av Fisch. och Carl Anton von Meyer. Horaninovia ulicina ingår i släktet Horaninovia och familjen amarantväxter. Inga underarter finns listade i Catalogue of Life.